# Andělka

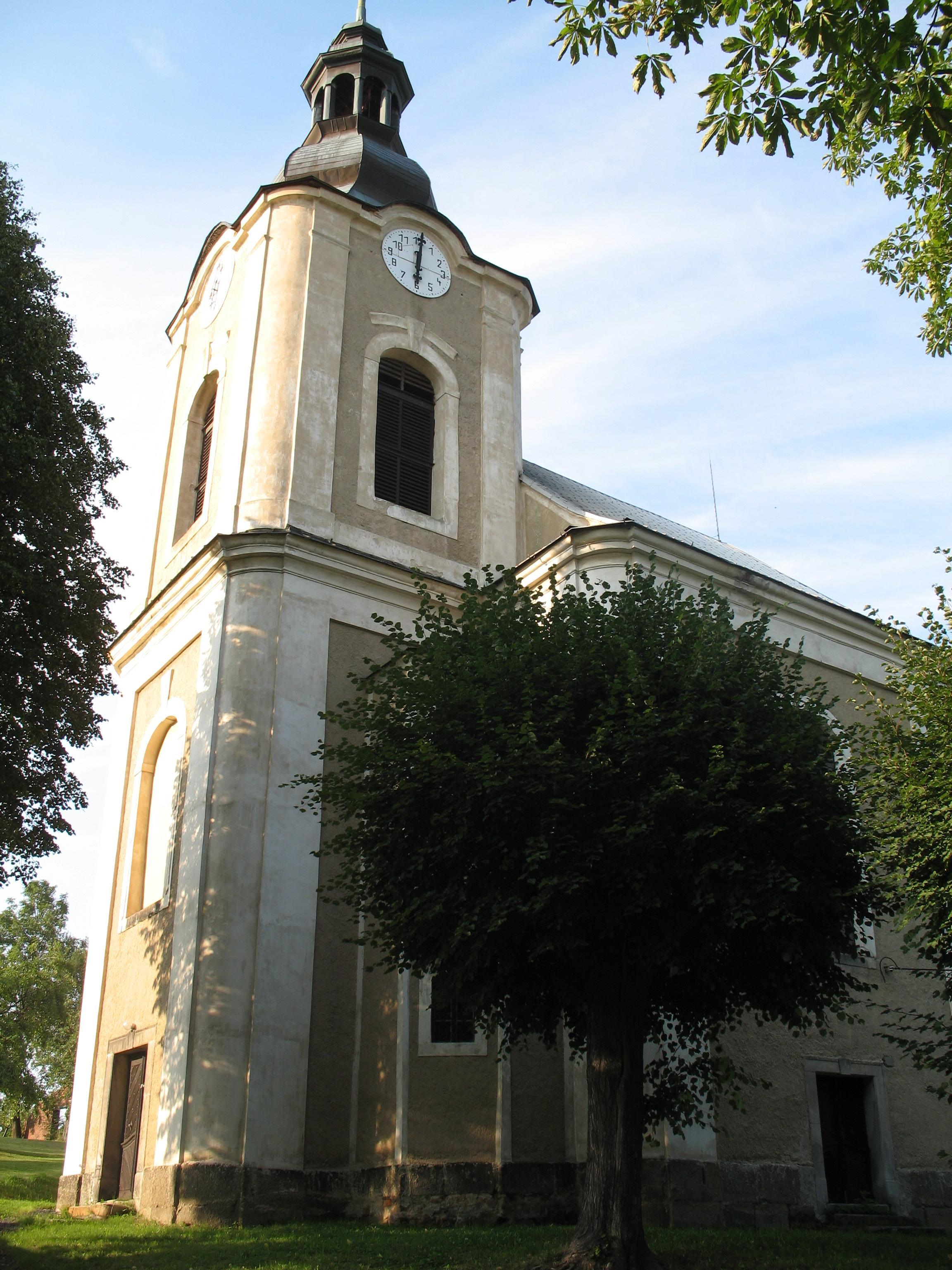
Kirche der hl. Anna

Andělka, bis 1946 Engelsdorf, ist ein Ortsteil der Gemeinde Višňová im Okres Liberec, Tschechien. Er liegt elf Kilometer nordwestlich des Stadtzentrums von Frýdlant. Näher gelegen sind die Städte Ostritz in Deutschland und Zawidów in Polen, zu denen jedoch keine Straßenanbindung besteht. Im Süden, Westen und Norden ist das Dorf vom polnischen Staatsgebiet umschlossen.

## Geographie
Andělka befindet sich zwischen den Tälern der Smědá (Wittig) und Lausitzer Neiße auf dem Königshainer Rücken im Isergebirgsvorland. Das Waldhufendorf erstreckt sich am Oberlauf des Baches Boreček bzw. Andělský potok. Östlich erhebt sich der Doupňák (Kapellenberg, 336 m), im Südosten Sedlákovy Lhoty (Jäkelberg, 313 m) sowie südwestlich der Větrný (Lohnberg, 385 m). Vier Kilometer nördlich liegt der Niedów-Stausee. In Andělka befindet sich ein Konfluenzpunkt.
Nachbarorte sind Ręczyn und Kostrzyna im Norden, Skiba und Ves im Nordosten, Boleslav und V Poli im Osten, Filipovka und Loučná im Südosten, Saň und Wyszków im Süden, Działoszyn und Posada im Südwesten, Bratków und Lutogniewice im Westen sowie Krzewina und Leuba im Nordwesten.

## Geschichte
Der Legende nach soll im Jahre 1250 ein Siedler namens Engilhart in der Talmulde des Engelsdorfer Baches in Bauerngut errichtet haben. Die erste urkundliche Erwähnung von Engilsdorf erfolgte 1340. Die älteste Nachricht über die Kirche St. Anna findet sich 1464 im Seidenberger Stadtbuch. Als Besitzer des Lehngutes Engelsdorf wechselten sich verschiedene Lausitzer Adlige ab. Zu ihnen gehörten ab 1454 Hans von Wiedebach und ab 1500 Heinrich von Schwanitz. 1530 tauschten die Herren von Schwanitz das Gut bei Wolf von Weigsdorf und seinen Brüdern Kaspar und Nickel von Reibersdorf gegen Niederweigsdorf ein. Am 27. Jänner 1551 verkauften die Herren von Weigsdorf das Gut an Friedrich von Döbschütz, er verpachtete es an Ferdinand von Metzerad auf Herwigsdorf. Zu Beginn des 17. Jahrhunderts erwarb Katharina von Redern das Gut, sie verkaufte es 1603 für 6000 Taler an Adam von Schweinichen. Im Jahre 1610 erbten dessen Söhne Abraham, David, Adam und Georg sowie die Töchter Helene und Magdalene den Besitz. Seit 1651 gehörte das Gut Engelsdorf Hans Gregor von Schweinichen, der es 1670 für 2000 Gulden an Anton Pankraz von Gallas verkaufte. Dieser schlug das Gut seiner Herrschaft Friedland zu. Nachfolgende Grundherren waren ab 1674 Franz Ferdinand von Gallas, ab 1697 dessen Söhne Philipp Franz und Johann Wenzel. Da letzterer, wie auch sein zuvor verstorbener Bruder ohne männliche Nachkommen geblieben war, fiel sein bedeutsamer Besitz seinem Neffen Christian Philipp Freiherr von Clam mit der Maßgabe der Weiterführung von Namen und Wappen der Grafen Gallas zu, damit entstand das Geschlecht Clam-Gallas. Ab 1805 gehörte das Gut dessen Sohn Christian Christoph Clam-Gallas.
Im Jahre 1832 bestand Engelsdorf aus 84 Häusern mit 552 deutschsprachigen Einwohnern. Unter dem obrigkeitlichen Patronat standen die der Pfarrei Wiese zugeteilte katholische Filialkirche der hl. Anna und die Schule. Im Ort gab es einen herrschaftlichen Meierhof mit Schäferei. Engelsdorf war Pfarrort für Zahne und Lautsche. Im Jahre 1838 erbte Eduard Clam-Gallas das Gut. Dieser lernte als Begleiter der Kaiserin in Südengland während einer Fuchsjagd William Stone kennen, der in seine Dienste trat und schließlich als Stallmeister in Friedland für die 140 Pferde des Grafen zuständig war. Bis zur Mitte des 19. Jahrhunderts blieb Engelsdorf der Allodialherrschaft Friedland untertänig.
Nach der Aufhebung der Patrimonialherrschaften bildete Engelsdorf ab 1850 mit den Ortsteilen Lautsche, Zahne und Philippsthal eine Gemeinde Engelsdorf im Bunzlauer Kreis und Gerichtsbezirk Friedland. Zugleich wurden die drei Ortsteile mit Engelsdorf zu einer Katastralgemeinde vereinigt. Im Jahre 1866 verpachtete Eduard Clam-Gallas seinem Stallmeister Carl Heinrich (Charles) Stone, einem Sohn des William Stone, das Gut Engelsdorf erblich. Ab 1868 gehörte Engelsdorf zum Bezirk Friedland. Nach der Gründung der Tschechoslowakei wurde das Franz Clam-Gallas gehörende Gut Engelsdorf 1920 verstaatlicht und 1926 an František und Růžena Rataj verkauft.
Im Jahre 1930 hatte die Gemeinde 906 Einwohner. 1934 wurde in der Villa Stone eine tschechische Minderheitenschule eröffnet. Nach dem Münchner Abkommen erfolgte 1938 die Angliederung an das Deutsche Reich; bis 1945 gehörte Engelsdorf zum Landkreis Friedland. Im Jahre 1939 lebten in der Gemeinde 783 Personen. Nach dem Ende des Zweiten Weltkrieges kam Engelsdorf zur Tschechoslowakei zurück, durch die tschechoslowakische Armee erhielt die Gemeinde den nicht amtlichen tschechischen Namen Andělov. Im Oktober 1946 wurde Engelsdorf offiziell in Andělka umbenannt. Die tschechische Familie Rataj, die 1938 durch die deutschen Besatzer enteignet und in die „Resttschechei“ vertrieben worden war, erhielt das Gut 1945 zurück; 1948 wurde sie durch die Kommunisten erneut enteignet. In den Jahren 1946 und 1947 wurden die meisten deutschböhmischen Bewohner vertrieben. Im Zuge der Auflösung des Okres Frýdlant wurde das Dorf 1960 dem Okres Liberec zugeordnet. Am 1. Juli 1980 wurde Andělka mit seinen Ortsteilen nach Višňová eingemeindet. Nach der Samtenen Revolution gab es Anfang 1990 Bestrebungen zur Bildung einer eigenen Gemeinde. Nach einer Unterschriftensammlung wurde auf einer Einwohnerversammlung ein Bürgerentscheid über eine Abtrennung von Višňová angekündigt, der jedoch nicht durchgeführt wurde. In den 1990er Jahren wurde zwischen Andělka und Lutogniewice ein Grenzübergang für Fußgänger und Radfahrer eröffnet, eine Straßenverbindung nach Polen besteht nicht.
1991 hatte Andělka 193 Einwohner. Im Jahre 2001 bestand das Dorf aus 72 Wohnhäusern, in denen 185 Menschen lebten. Insgesamt besteht Andělka aus 88 Häusern. Im Juli 2002 fand bei Andělka das CzechTek statt.

## Ortsgliederung
Der Katastralbezirk Andělka umfasst neben Andělka auch die Dörfer Filipovka, Loučná und Saň.

## Sehenswürdigkeiten
- Kirche der hl. Anna. Sie entstand zwischen 1783 und 1785 auf Veranlassung von Philipp Christian Clam-Gallas anstelle eines einsturzgefährdeten hölzernen Vorgängerbaus. Am 9. Mai 1783 erfolgte die Grundsteinlegung. Bauausführender war der Maurermeister Franz Thum aus Friedland. Das Altarbild stammt von Gabriel Ambrosius Donath. Die Kanzel und weitere Holzschnitzereien stammen vom Schnitzer Suske aus Niemes. Die große Glocke St. Anna stammte aus dem Jahre 1548 und wurde zwischen 1841 und 1842 vom Hofglockengießer Karl Bellmann in Prag nachgegossen. Nach dem Dreißigjährigen Krieg gehörten zum Sprengel der Engelsdorfer Kirche auch die Katholiken aus Böhmisch Weigsdorf und dem sächsischen Ostrichen. Im Jahre 1885 erwarb der Bürgermeister Blumrich das Uhrwerk vom alten Rathaus in Friedland und ließ im Kirchturm eine Turmuhr anbringen. 1896 wurde die Kirche instand gesetzt und das Dach erneuert. 1912 erhielt die Kirche eine neue Orgel aus der Werkstatt der Gebrüder Rieger aus Jägerndorf. Die im Ersten Weltkrieg eingeschmolzenen Glocken wurde 1923 durch drei neue aus der Werkstatt von Oktav Winter aus Braunau ersetzt, sie wurden 1942 beschlagnahmt und gingen im Zweiten Weltkrieg erneut verloren. 1949 erhielt die Kirche eine kleine Glocke aus der Allerheiligenkirche in Kunratice. Danach erfolgten nur kleinere Reparaturen, so dass die Kirche zunehmend verfiel. 1992 wurde sie instand gesetzt und erhielt ein Jahr später ein neues elektrisches Uhrwerk.
- Sühnekreuz, an der Kirche
- Umgebindehäuser
- Meierhof Andělka
- Villa Stone (Nr. 109), errichtet vom Gutsverwalter Charles Stone
- Grabstätte der Familie Stone auf dem Friedhof